# 99-й меридіан східної довготи
99-й меридіан східної довготи — лінія довготи, що лежить на 99 градусів східніше Гринвіцького меридіана. Вона проходить від Північного полюса через Північний Льодовитий океан, Азію, Індійський океан, Південний океан та Антарктиду до Південного полюса.
99-й меридіан східної довготи формує велике коло разом із 81-шим меридіаном західної довготи.

## Список географічних об'єктів, що перетинає 99° сх. д.
Починаючи на Північному полюсі та рухаючись до Південного полюса, 99-й меридіан східної довготи проходить через:
| Координати                                                 | Країна, територія або море | Примітки |
| ---------------------------------------------------------- | -------------------------- | --- |
| 90°0′ пн. ш. 99°0′ сх. д. / 90.000° пн. ш. 99.000° сх. д.  | Північний Льодовитий океан | |
| 80°45′ пн. ш. 99°0′ сх. д. / 80.750° пн. ш. 99.000° сх. д. | Море Лаптєвих              | |
| 80°3′ пн. ш. 99°0′ сх. д. / 80.050° пн. ш. 99.000° сх. д.  | Росія                      | Північна Земля — проходить через острів Жовтневої Революції                                                  |
| 78°48′ пн. ш. 99°0′ сх. д. / 78.800° пн. ш. 99.000° сх. д. | Карське море               | |
| 76°30′ пн. ш. 99°0′ сх. д. / 76.500° пн. ш. 99.000° сх. д. | Росія                      | |
| 52°7′ пн. ш. 99°0′ сх. д. / 52.117° пн. ш. 99.000° сх. д.  | Монголія                   | |
| 42°36′ пн. ш. 99°0′ сх. д. / 42.600° пн. ш. 99.000° сх. д. | КНР                        | Внутрішня Монголія Ганьсу Цинхай Сичуань Тибет Сичуань — приблизно на 9 км Тибет Юньнань Тибет Юньнань       |
| 23°10′ пн. ш. 99°0′ сх. д. / 23.167° пн. ш. 99.000° сх. д. | М'янма                     | |
| 19°46′ пн. ш. 99°0′ сх. д. / 19.767° пн. ш. 99.000° сх. д. | Таїланд                    | Проходить через Чіангмай                                                                                     |
| 14°1′ пн. ш. 99°0′ сх. д. / 14.017° пн. ш. 99.000° сх. д.  | М'янма                     | |
| 10°50′ пн. ш. 99°0′ сх. д. / 10.833° пн. ш. 99.000° сх. д. | Таїланд                    | |
| 7°53′ пн. ш. 99°0′ сх. д. / 7.883° пн. ш. 99.000° сх. д.   | Малаккська протока         | Проходить західніше острова Ланта-Яй[en], Таїланд Проходить західніше острова Тарутау[en], Таїланд           |
| 3°39′ пн. ш. 99°0′ сх. д. / 3.650° пн. ш. 99.000° сх. д.   | Індонезія                  | Проходить через острів Суматра                                                                               |
| 0°49′ пн. ш. 99°0′ сх. д. / 0.817° пн. ш. 99.000° сх. д.   | Індійський океан           | Проходить східніше острова Піні[id], Індонезія (at 0°6′ пн. ш. 98°51′ сх. д. / 0.100° пн. ш. 98.850° сх. д.) |
| 1°10′ пд. ш. 99°0′ сх. д. / 1.167° пд. ш. 99.000° сх. д.   | Індонезія                  | Проходить через острів Сіберут                                                                               |
| 1°46′ пд. ш. 99°0′ сх. д. / 1.767° пд. ш. 99.000° сх. д.   | Індійський океан           | |
| 60°0′ пд. ш. 99°0′ сх. д. / 60.000° пд. ш. 99.000° сх. д.  | Південний океан            | |
| 65°47′ пд. ш. 99°0′ сх. д. / 65.783° пд. ш. 99.000° сх. д. | Антарктида                 | Проходить через Австралійську антарктичну територію (претендує Австралія)                                    |